# شيشلي
شيشلي (بالتركية: Şişli)‏ هي إحدى أحياء مدينة إسطنبول. تقع في الشطر الأوربي من المدينة. وفيها جامع مشهور وهو جامع شيشلي. يقدر عدد سكانها بـ 315 ألف. ، وتقع منطقة شيشلي على الجانب الأوروبي من إسطنبول عند مخرج البوسفور الذي يربط بين قارتي آسيا وأوروبا، أما بالنسبة لموقعها الجغرافي على الخريطة فإنها تقع منطقة شيشلي في الجزء الأوروبي من إسطنبول على بعد نحو 8 كيلو مترات من مركز المدينة. وتُحيط بمنطقة شيشلي مجموعة من المناطق الهامة مثل اغلوا في الجنوب ومنطقة السلطان أيوب في الغرب.
تُعد شيشلي واحدة من أهم وأشهر مناطق إسطنبول السياحية المُفضّلة لدى الكثيرمن السُيّاح، وترجع الشهرة الكبيرة التي تتمتع بها شيشلي إلى الأهمية التاريخية الكبيرة للمنطقة التي عاصرت فترات زمنية متعددة منذ فجر التاريخ.
ويعتبر شارع نيشانتاشي الشارع السياحي الأكثر شهرة بين شوارع إسطنبول ككُل، فهو المقصد الأول لأي سائح متوجه إلى شيشلي، حيث يضم العديد من الحدائق والمنتزهات من بينها حديقة ماتشكا التي تضم تلفريك يمكن الاستمتاع بركبوه واستكشاف معالم المنطقة.
وتضم شيشلي مجموعة كبيرة من المعالم والمزرات السياحية المُميّزة مثل جامع شيشلي العتيق ومركز تسوق جواهر مول إسطنبول الراقي والذي يقصده الآف السُيّاح سنويًا للقيام بجولات التسوّق الممتعة واقتناء أفخم المنتجات عالية الجودة.ـ

## شيشلي وبعض أحيائها
لكل حي في منطقة شيشلي الجميلة حكاية ومميزات، ولكل منها نكهته التاريخية الخاصة، تتنوع بتنوع أصول سكانها القادمين من طبقات اجتماعية متعددة، يغلب عليها التجار من خلفيات ثقافية وإثنية متنوعة مثل اليونانيين، والبلقان، والأرمن، ناهيك عن العائلات الشامية الكاثوليكية، والمشرقية التي سكنت المنطقة وتجذرت فيها.
وشيشلي منطقة باذخة الجمال في مدينة إسطنبول، تعاقب عليها التاريخ بصروفه، فأورثها من كل حقبة أجملها، وكساها من كل جالية حلت بها حلة قشيبة، من المعمار الجميل المميز، إلى العادات الاجتماعية المترفة، إلى الطبقات الاجتماعية العليا والماركات العالمية التي اختارتها موطناً ومقراً.

### حي كورتولوش Kurtuluş في إسطنبول
يعرف أيضاً باسم تاتافلا Tatavla (وتعني باليونانية: مربط الخيول) كان الحي في العهد العثماني مقراً للمجتمع اليوناني، ومن ثم للجالية الأرمنية، ويتألف الحي في معظمه من منازل خشبية تراثية، لكن حريقاً هائلاً وقع في 13 أبريل/ نيسان 1929 أودى بنحو 207 من منازله التاريخية.
بعد واقعة الحريق الكبير، أعيد بناء الحي على شكل شوارع حجرية ضيقة، وبمرور الوقت ظهرت الأبنية الخرسانية الملأى بالمقاهي، ومحلات الحلويات الشعبية، والمتاجر.
يتمتع هذا الحي العريق متعدد الثقافات بتاريخ طويل، وكان موطناً للعديد من الفنانين والممثلين.
واليوم لايزال يتوفر فيه عدد من المباني السكنية التاريخية الجذابة، تلك المباني التي بنيت منذ ستينيات القرن الماضي، لكن معظمها بات اليوم مكتظاً وقد عفى عليه الدهر.
وبالرغم من مغادرة قسم كبير من الجالية اليونانية للحي، لكنّ كنائسهم لاتزال تفتح في الأعياد الدينية.
في الآونة الأخيرة تجري إعادة ترميم الحي، أسوة بعدة أحياء تاريخية أخرى في إسطنبول، في إطار مشاريع التجديد الحضري، حيث يتم ترميم المباني التاريخية وإعادة طلائها، بينما يتم تصميم الواجهات الخرسانية «الحديثة» لتبدو أكثر انسجاماً مع الخصائص المعمارية التاريخية.

### حي إسن تابه Esentepe في إسطنبول
يحتضن مقر بلدية شيشلي، ومقبرة زينجيرليك أويو Zincirlikuyu التاريخية، مجاوراً لحيّي غايريه تابه وليفنت في منطقة بشيكتاش Beşiktaş، وبالقرب كذلك من حي مجيدية كوي، الواقع على الجانب الغربي من شارع بويوك ديريه Büyükdere في ليفنت، حيث تكتظ معظم المباني الزجاجية التجارية (البلازا).

### حي نيشانتاشي Nisantasi في إسطنبول
حي فرعي داخل حي تشويقية، ويزعم محبوه أنه أجمل وأرقى أحياء إسطنبول! يشتهر بالعديد من المباني السكنية على طراز الفن الحديث «الآرت نوفو»، يقع المستشفى الأمريكي هنا أيضاً، وهو واحد من أفضل المستشفيات في المدينة.

### حي كوشتبه Kuştepe في إسطنبول
من أحياء الطبقة المتوسطة، وهو من الأحياء التي تشغلها تقليدياً مجتمعات المهاجرين الجدد من الريف إلى المدينة؛ ويشهد الحي تحولاً حضرياً كبيراً منذ أن افتتحت جامعة بلجي فرعاً لها هنا.

### حي أوك ميداني Okmeydanı
حي يقع شمال شيشلي إسطنبول، ويعد مركزاً لعدد من المستشفيات الكبرى في المدينة، وقد كانت المنطقة عبارة عن ساحة تدريب على الرماية لدى الجيوش العثمانية (وهذا هو المعنى الحرفي لاسم الحي: ميدان الرماية)، كما تم بناء مسجد عثماني هنا.
دار الأيتام التي بنيت هنا في العام 1896 تعود إلى الحقبة العثمانية أيضاً؛ وفي وقت لاحق تمت زراعة الأرض بأشجار الفاكهة، وفي الستينات من القرن الماضي تحولت إلى المطورين العقاريين لبنائها، حيث أخذت المدينة بالاتساع وأخذت شكلها الحديث.

### حي بنغالتي Pangaltı في إسطنبول
يضم مستشفى سانت جيمس وكاتدرائية الروح القدس.

## أفضل فنادق شيشلي إسطنبول
عند التفكير في حجز فنادق إسطنبول شيشلي تتعدد الخيارات التي تجعل من اختيار المُناسب منها أكثر صعوبة وتحديًا. لذلك سيتم التحدث عن أفضل فنادق في شيشلي التي ينصح بالدهاب إليها.

### راديسون بلو شيشلي
من أفضل فنادق إسطنبول شيشلي يقدم خدمة خمس نجوم لنُزلائه، مع عدد كبير من الأنشطة الترفيهية والخدمية. يبعد الفندق عن قصر دولمة بهجة مسافة 3.6 كم، وعن مطار اسطنبول الدولي مسافة 49.8 كم، وحصل الفندق على تقييمات جيدة جدًا في كلٍ من الموقع، النظافة، طاقم العمل وخدمة الواي فاي.

### فندق فيرمونت إسطنبول
من أفضل فنادق شيشلي إسطنبول وأك
ثرها رُقي في التصميم، يتميز بخيارات طعام متنوعة، موقع ساحر وخدمات لا حصر لها. يبعد الفندق عن ميدان تقسيم 5.9 كم وعن جسر البسفور 5.6 كم. كما يبعد مطار إسطنبول الدولي مسافة 46.5 كم، وقد حصل هذا الفندق على تقييمات رائعة في كلٍ من النظافة، الراحة، القيمة مقابل المال وطاقم العمل.

### هيلتون بومونتي
من أفضل فنادق في شيشلي إسطنبول ذات الإطلالة الساحرة والخدمات المتعددة، ويوفر أيضًا أنشطة ترفيهية بالإضافة إلى خيارات الطعام المتعددة. يبعد الفندق عن ساحة تقسيم مسافة 3.3 كم، جسر البسفور مسافة 7.6 كم. أما مطار إسطنبول الدولي فيبعد عن الفندق مسافة 44.7 كم، حصل الفندق على تقييمات جيدة جدًا في كلٍ من طاقم العمل، المرافق، الراحة والقيمة مقابل المال.

### هوليدي ان شيشلي – فنادق شيشلي
من أفضل فنادق في شيشلي إسطنبول 5 نجوم يتميز بموقع جيد قريب من مراكز الجذب بالمدينة بالإضافة إلى خدمات، مرافق وأنشطة متنوعة. يبعد الفندق عن ميدان تقسيم مسافة 3 كم وعن شارع الاستقلال 3.4 كم. أما مطار إسطنبول الدولي فيبعد مسافة 45.7 كم، حصل الفندق على تقييمات جيدة جدًا في كلٍ من الموقع، طاقم العمل، المرافق وخدمة الواي فاي.

### رمادا سيتي سنتر
هو أفضل فندق شيشلي إسطنبول يتميز بأسعاره الجيدة مقارنة بمستوى الخدمة التي يُقدمها، كما يوفر أنشطة ترفيهية متنوعة. يبعد الفندق عن ميدان تقسيم مسافة 2.6 كم وعن قصر دولمة بهجة مسافة 3 كم. أما مطار إسطنبول الدولي فيبعد عن الفندق مسافة 46.9 كم، حصل الفندق على تقييمات جيدة جدًا في كلٍ من الموقع، الراحة، النظافة وطاقم العمل.

### فندق لو ميراج إسطنبول
من أفضل فنادق شيشلي إسطنبول يتميز بموقع جيد، خدمات متنوعة وأسعار جيدة. يبعد الفندق عن ميدان تقسيم مسافة 5.7 كم وعن برج الساعة دولمة بهجة مسافة 3.3 كم. كما يبعد مطار إسطنبول الدولي عن الفندق مسافة 45.1 كم.

## الوصول إلى شيشلي من أشهر مناطق إسطنبول
بعدما تعرّفنا وإياكم على اين تقع شيشلي في تركيا دعونا نتعرّف معًا على البعد بينها وبين أشهر المناطق الأخرى في إسطنبول وكيفية الوصول إلى شيشلي من تلك المناطق وتحديدًا الوصول إلى شارع نيشانتاشي أشهر أحياء شيشلي السياحية.

### كم تبعد شيشلي عن تقسيم
تبلغ المسافة بين شارع نيشانتاشي في منطقة شيشلي وميدان تقسيم نحو 2 كيلو مترات ويمكن الوصول من تقسيم إلى شيشلي بالسيارة في 6 دقائق كما يمكن الوصول بالباص في 12 دقيقة تتضمن 8 دقائق سيرًا على الأقدام…

#### كم تبعد شيشلي عن تقسيم بالباص
يمكن الوصول من تقسيم إلى شيشلي بالباص في 16 – 24 دقيقة حسب المسار الذي يسلكه الباص تتضمن نحو 4 دقائق سيرًا على الأقدام إلى نقطة توقف الباص في تقسيم و8 دقائق سيرًا على الأقدام من نقطة توقف الباص في شيشلي إلى شارع نيشانتاشي.

#### كم تبعد منطقة شيشلي عن تقسيم سيرًا على الأقدام
إذا كنت ممن يحبون التمشية والاستمتاع باستطلاع المناطق والأماكن من حولك يمكنك السير على الأقدام من منطقة تقسيم إلى شارع نيشانتاشي بمنطقة شيشلي في 24 دقيقة بإتباع المسار الموضح على الخريطة التالية

### كم تبعد شيشلي عن السلطان احمد
تبلغ المسافة بين شارع نيشانتاشي في منطقة شيشلي ومنطقة السلطان أحمد نحو 6.4 كيلو متر على الطريق الأقصر الواصل بينهما والذي يمكن قطعه في 20 دقيقة بالسيارة أو بالباص في 34 دقيقة.

## أهم الأنشطة في منطقة شيشلي
يمكن القيام بالعديد من الأنشطة الممتعة في منطقة شيشلي مثل الذهاب في جولات التسوّق الممتعة، حيث تضم المنطقة 4 من أشهر مراكز التسوق في إسطنبول منها جواهر مول ومركز كانيون للتسوق.
• بدءاً بالمتاحف والمعالم التاريخية التي تزخر بها المنطقة، يُمكنك زيارة متحف أتاتورك يلخص التاريخ التركي في منزل جمع كل ذكريات أول رئيس حكم البلد. هناك أيضاً المتحف العسكري في إسطنبول الذي ستخولك زيارته من التعرف على أنواع كثيرة من الأسلحة القديمة التي تلاشت ملامحها في العصر الحديث.
• بوسعك أيضاً زيارة قصر اهلامور المحاط بأشجار الزيزفون وبالمساحات الخضراء الواسعة والحدائق النضرة التي لن تمل في الجلوس في رحابها.
• إن كنت من محبي الثقافة والفن فيمكنك زيارة قاعة Cemal Reşit الموسيقية ومسرح جميل توبوزلو الذي يُقيم العديد من الحفلات الموسيقية ويستضيف عدة فنانيين.
• بالنسبة للمساجد التاريخية التي تزين أروقة منطقة شيشلي إسطنبول، فيمكنك زيارة مسجد شيشلي، ومسجد تيسفيكى، وكاتدرائية الروح القدس من أكبر الكاتدرائيات في القدس وهي مكان مثالي لتأمل الفنون المعمارية القديمة.
• لمشاهدة منطقة شيشلي من الأعلى والتجول في سمائها الصافية، لابد من زيارة حديقة Macka حيث يمكنك تجربة ركوب التلفريك، بل وأيضاً التجول في مساحاتها الخضراء المزهرة.
• وللتسوق أهمية كبيرة في منطقة شيشلي كونها من المناطق المليئة بالمراكز التجارية لاسيما وهي تحتض أكبر مركز تجاري في أوروبا وهو جواهر مول، إلى جانب العديد من المراكز الأخرى مثل كانيون مول إسطنبول ومترو سيتي مول. لهذا السبب، من المستحيل زيارة المنطقة دون التجول في مراكز التسوق واقتناء كل ما يلزمك.
• المطاعم أيضاً تحتل أهمية كبيرة في المناطق، فإن رغبت بتناول أطباق تركية صحية يمكنك التوجه إلى مطعم Arch Bistro، أما إن كنت من محبي المشويات فيمكنك زيارة مطعم Meat & Meet.

## سياسة
رئيس بلدية شيشلي هو هايري إينونو من حزب الشعب الجمهوري (CHP). [5]

## توأمة
لشيشلي اتفاقيات توأمة مع:
- أربكير

## أعلام
- أشرف آوران
- محمد علي براند
- كامل سونميز
- إرن بياز
- كان كوركماز

## المصدر
1. ↑  GeoNames (بالإنجليزية), 2005, QID:Q830106
2. ↑  السكان والبنية الديموغرافية - İstanbul Büyükşehir Belediyesi نسخة محفوظة 07 مارس 2016 على موقع واي باك مشين. [وصلة مكسورة]
3. ↑  "İl ve İlçe Yüz ölçümleri". General Directorate of Mapping. مؤرشف من الأصل في 2023-03-31. اطلع عليه بتاريخ 2023-07-12.
4. ↑  Candar، Tuba (2017). Hrant Dink: An Armenian Voice of the Voiceless in Turkey. Taylor & Francis. ص. 362. ISBN:9781351514781.
5. ↑  Eckhardt، Robyn (2017). Istanbul and Beyond: Exploring the Diverse Cuisines of Turkey. Houghton Mifflin Harcourt. ص. 35. ISBN:9780544444317.
6. ↑  Knox، Paul (2014). Atlas of Cities. Princeton University Press. ص. 65. ISBN:9780691157818.
7. ↑  العقارية، امتلاك (26 نوفمبر 2018). "مميزات منطقة شيشلي في إسطنبول وأهم أحيائها". امتلاك العقارية. مؤرشف من الأصل في 2020-10-26. اطلع عليه بتاريخ 2021-01-07.
8. ↑  "اين تقع منطقة شيشلي في اسطنبول". رحلاتك. 15 يوليو 2019. مؤرشف من الأصل في 2021-01-07. اطلع عليه بتاريخ 2021-01-07.

5. استقلال هومز للعقارات